# Ibrahim Sangaré (Fußballspieler, 1997)
Ibrahim Sangaré (* 2. Dezember 1997 in Abidjan) ist ein ivorischer Fußballspieler. Er steht beim englischen Erstligisten Nottingham Forest unter Vertrag. Der Mittelfeldspieler ist ivorischer Nationalspieler.

## Karriere

### Verein
Sangaré begann bei Tout Puissant Koumassi mit dem Fußballspielen, bevor er sich im Jahr 2012 dem AS Denguélé anschloss. Im Juli 2016 wechselte er aus seiner Heimat nach Frankreich, wo er beim Erstligisten FC Toulouse einen Vertrag unterzeichnete. Bei den Südfranzosen spielte er vorerst in der Reservemannschaft und wurde währenddessen langsam zur Profimannschaft herangeführt. Sein Ligadebüt bestritt er am 22. Oktober 2016 beim torlosen Spiel gegen den SCO Angers, in dem er in der Schlussphase der Partie für Óscar Trejo eingewechselt wurde. Nachdem er daraufhin nur sporadisch zu Einsätzen gekommen war, drang er in der Rückrunde der Saison 2017/18 in die Startformation vor. Sein erstes Ligator gelang ihm am 24. Februar 2018 beim 3:3-Unentschieden gegen den AS Monaco. In dieser Saison bestritt er 28 Ligaspiele, in denen ihm ein Tor und zwei Vorlagen gelangen. In der Folgesaison kam er aufgrund der verkürzten Ligameisterschaft nur zu 25 Ligaeinsätzen und musste mit dem Verein den Abstieg in die Ligue 2 hinnehmen.
Am 28. September 2020 wechselte Sangaré zum niederländischen Erstligisten PSV Eindhoven, mit dem er einen Fünfjahresvertrag unterzeichnete. Sein Debüt gab er am 18. Oktober 2020 (5. Spieltag) beim 3:0-Sieg im Auswärtsspiel gegen PEC Zwolle. Mit der Mannschaft gewann er 2022 und 2023 jeweils den KNVB-Pokal.
Im September 2023 wechselte er zu Nottingham Forest und unterschrieb dort einen Fünfjahresvertrag.

### Nationalmannschaft
Sangaré nahm im Jahr 2015 mit der U20-Nationalmannschaft am Turnier von Toulon teil und repräsentierte die U23-Nationalmannschaft im selben Jahr in zwei Länderspielen.
Bereits am 30. November 2014 kam er zum ersten Mal in einem Spiel der A-Nationalmannschaft zum Einsatz, als er bei der 0:2-Niederlage im Freundschaftsspiel gegen die Nationalmannschaft Südafrikas zur zweiten Spielzeit eingewechselt wurde.

## Erfolge
- Afrika-Cup-Sieger: 2024
- Niederländischer Pokalsieger: 2022, 2023
- Niederländischer Superpokalsieger: 2021, 2022, 2023